# Bumbarevo Brdo
Bumbarevo Brdo (em cirílico: Бумбарево Брдо) é uma vila da Sérvia localizada no município de Knić, pertencente ao distrito de Šumadija, na região de Šumadija e Gruža. A sua população era de 459 habitantes segundo o censo de 2011.

## Demografia
| 1948 | 1953 | 1961 | 1971 | 1981 | 1991 | 2002 | 2011 |
| ---- | ---- | ---- | ---- | ---- | ---- | ---- | ---- |
| 761  | 722  | 641  | 584  | 590  | 566  | 520  | 459  |